# Panchi Bora
Panchi Bora (27 de diciembre de 1985) es una actriz y modelo india proveniente del Estado de Assam. Interpretó los roles principales en las series de televisión Kayamath y Kitni Mast Hai Zindagi, antes de empezar a trabajar en la industria cinematográfica en idioma telugu.

## Vida y carrera

### Inicios
Panchi Bora es originaria de Assam. Su padre es un militar retirado que se estableció en Pune tras su retiro. Inicialmente se inclinó por la abogacía y se inscribió en la Escuela de Leyes ILS de Pune. Sin embargo, durante su primer año de estudios, se le ofreció aparecer en comerciales de televisión, dando comienzo a su carrera como actriz. Trabajó con su madre en un comercial para la compañía Tata Indicom y colaboró con otras compañías como la multinacional Cadbury.

### Actuación
Ekta Kapoor, presidenta de Balaji Telefilms, vio el anuncio y le ofreció una audición para participar en la producción Kitni Mast Hai Zindagi, primera telenovela en ser transmitida por MTV India. En la serie interpretó el papel de una locutora radial, Ananya Puri, uno de los personajes principales de la misma. Tras Kitni Mast Hai Zindagi, se tomó un descanso de la actuació y decidió terminar su carrera de leyes. Sin embargo decidió inscribirse en la Escuela Fergusson de Pune, donde obtuvo un título en Artes. Ekta Kapoor la contactó de nuevo para que apareciera en la serie de televisión Kayamath. Aunque inicialmente no se mostró entusiasmada, Kapoor insistió en su participación, le envió una copia del guion y la hizo cambiar de parecer. En la serie personificó a Prachi, personaje que según sus propias palabras "es una chica normal, tímida y ligada a su familia, muy diferente a lo que realmente soy". Tras su participación en Kayamath se tomó un nuevo descanso (2009–2012) y regresó con un papel en Bid Aai para el canal STAR Plus. En 2010 se trasladó a Rusia para participar en una producción para televisión titulada The Hindu – The Indian, hablada en inglés. En la serie interpretó a Maya, una muchacha india. En 2012 apareció en Gumrah: End of Innocence en la que encarnó a Neelam, una joven con la aspiración de convertirse en una importante diseñadora.
Hizo su debut en el cine telugu en 2011 en el largometraje Akashame Haddu. El diario The Hindu se refirió a su participación en la película de la siguiente manera: "Panchi Bora es preciosa e interpreta su papel con total facilidad". Su segunda película fue Uu Kodathara? Ulikki Padathara?, en la que apareció junto a Nandamuri Balakrishna. En Yamini Chandrasekhar interpretó el papel protagónico, Yamini, una estudiante de arqueología.

## Filmografía

### Cine
| Año  | Película                        | Papel   | Idioma |
| ---- | ------------------------------- | ------- | ------ |
| 2011 | Akashame Haddu                  | Ashiya  | Telugu |
| 2012 | Uu Kodathara? Ulikki Padathara? | Meena   | Telugu |
| 2012 | Dhamarukam                      | Kavita  | Telugu |
| 2013 | It's My Life                    |         | Hindi  |
| 2014 | Yamini Chandrasekhar            | Yamini  | Telugu |
| 2014 | Prabhanjanam                    | Pranita | Telugu |
| 2019 | 22 Yards                        | Shonali | Hindi  |

### Televisión
| Año     | Serie                    | Papel                   | Canal                         | Notas      |
| ------- | ------------------------ | ----------------------- | ----------------------------- | ---------- |
| 2004–05 | Kitni Mast Hai Zindagi   | Ananya Puri             | MTV India                     |            |
| 2007    | Kahiin to Hoga           | Prachi                  | Star Plus                     | Invitada   |
| 2007–09 | Kayamath                 | Prachi Milind Mishra    | Star Plus                     |            |
| 2008    | CID                      | Neelima                 | Sony Entertainment Television |            |
| 2010    | The Hindu                | Maya                    | Channel One Russia            | Serie rusa |
| 2010    | Keshav Pandit            | Sonu Juneja             | Zee TV                        |            |
| 2012    | Gumrah: End of Innocence | Neelam                  | Channel V India               |            |
| 2015–16 | Gangaa                   | Jhanvi Sagar Chaturvedi | &TV                           |            |